# S.E.T.I. (album)
S.E.T.I. è il quarto album dei The Kovenant (precedentemente Covenant), pubblicato l'8 maggio 2003 dalla Nuclear Blast. Qui il sound del gruppo risulta ancora più marcato verso il genere industrial metal. Tant'è che, per le tematiche affrontate, sfocia nel cosiddetto Cyber metal.

## Tracce
1. Cybertrash – 5:57
2. Planet of the Apes – 4:04
3. Star by Star – 4:25
4. Via Negativa – 5:59
5. Stillborn Universe – 5:23
6. Acid Theater – 4:10
7. The Perfect End – 6:50
8. Neon – 5:46
9. Keepers of the Garden – 5:50
10. Pantomime – 6:23
11. Hollow Earth – 5:44
12. Industrial Twilight – 7:02
13. Subtopia – 5:30
14. The Memory Remains (cover dei Metallica) – 4:33

## Formazione
- Lex Icon - voce/basso/tastiera
- Psy Coma - chitarra/tastiera
- Angel - chitarra
- Eileen Kupper - voce
- Von Blomberg - batteria